# Кашаев, Венер Минивадирович
Венер Минивадирович Кашаев (род. 16 марта 1974, Уфа) — российский легкоатлет, специалист по бегу на средние и длинные дистанции, кроссу и марафону. Выступал на профессиональном уровне в 1992—2007 годах, чемпион России в беге на 5000 метров и в беге на 3000 метров в помещении, победитель и призёр первенств всероссийского значения, участник ряда крупных международных стартов, в том числе чемпионата мира в Гётеборге и чемпионата Европы в Хельсинки. Представлял Башкортостан. Мастер спорта России международного класса.

## Биография
Венер Кашаев родился 16 марта 1974 года в Уфе, Башкирская АССР. Окончил Башкирский государственный педагогический институт (1995).
Занимался лёгкой атлетикой в физкультурно-спортивном обществе Профсоюзов у Б. Д. Афанасьева, проходил подготовку в Школе высшего спортивного мастерства под руководством Г. И. Алексеева.
Впервые заявил о себе на международном уровне в сезоне 1992 года, когда вошёл в состав объединённой команды, собранной из спортсменов бывших советских республик, и выступил на юниорском мировом первенстве в Сеуле, где в зачёте бега на 5000 метров занял 11-е место.
В 1993 году в составе российской сборной показал 12-й результат в юниорской гонке на чемпионате мира по кроссу в Аморебьета-Эчано, в дисциплине 5000 метров стал четвёртым на Мемориале братьев Знаменских в Москве, одержал победу на юниорском европейском первенстве в Сан-Себастьяне.
В 1994 году в 5000-метровой дисциплине выиграл бронзовую медаль на Мемориале Адриана Паулена в Хенгело, финишировал вторым на чемпионате России в Санкт-Петербурге и на молодёжном Кубке Европы в Остраве. Принимал участие в чемпионате Европы в Хельсинки, где в финале с результатом 13:53.66 занял 12-е место. Также в этом сезоне отметился выступлением на кроссовом чемпионате Европы в Алнике — здесь в кроссе на 9,5 км занял 39-е место.
В 1995 году в беге на 3000 метров взял бронзу на зимнем чемпионате России в Волгограде. В беге на 5000 метров был седьмым на Мемориале братьев Знаменских в Москве (стал лучшим среди соотечественников и выиграл разыгрывавшийся здесь чемпионат России), четвёртым на Кубке Европы в Вильнёв-д’Аск. Благодаря победе на чемпионате России удостоился права защищать честь страны на чемпионате мира в Гётеборге — на предварительном квалификационном этапе дистанции 5000 метров показал результат 13:45.35, чего оказалось недостаточно для выхода в финал. Помимо этого, будучи студентом, стартовал на Всемирной Универсиаде в Фукуоке, став в своей дисциплине восьмым.
В 1996 году в беге на 3000 метров победил в матчевой встрече со сборной Великобритании в Бирмингеме и на зимнем чемпионате России в Москве, получил серебро на международном турнире в Турине. Позднее с личным рекордом 1:02:15 закрыл десятку сильнейших на полумарафоне в Нижнем Новгороде, в беге на 5000 метров финишировал пятым на Кубке Европы в Мадриде.
В 1998 году занял 11-е место на полумарафоне во Франкфурте, в дисциплине 5000 метров стал вторым на Мемориале Куца в Москве и четвёртым на чемпионате России в Москве.
На чемпионате России 2002 года в Чебоксарах закрыл десятку сильнейших на дистанции 5000 метров.
В 2003 году занял 11-е место на зимнем чемпионате России в Москве и седьмое место на летнем чемпионате России в Туле.
В 2004 году был десятым на чемпионате России в Туле, третьим на Ливерпульском полумарафоне, вторым на Хельсинкском городском марафоне.
В 2005 году стал седьмым на чемпионате России по марафону в Москве, в беге на 5000 метров занял 13-е место на чемпионате России в Туле, в беге на 10 000 метров превзошёл всех соперников на Мемориале Куца в Москве. С личным рекордом 2:20:07 одержал победу на Хельсинкском марафоне.
В 2007 году выиграл забег на 10 км в рамках марафона «Белые ночи» в Санкт-Петербурге, финишировал третьим на марафоне в Хельсинки и по окончании сезона завершил спортивную карьеру.
За выдающиеся спортивные достижения удостоен почётного звания «Мастер спорта России международного класса» (1996).
Впоследствии проявил себя на тренерском поприще, работал тренером в сборной команде России по бобслею.